# Do Fundo da Grota
"Do Fundo da Grota" é uma canção nativista do cantor brasileiro Baitaca, considerada icônica na história do Rio Grande do Sul. Essa música foi um dos grandes sucessos de Baitaca, e é a música mais popular do artista, com cerca de 140 milhões visualizações no YouTube e cerca de 45 mil reproduções no Spotify.

## Recepção
O sucesso de "Do Fundo da Grota" trouxe reconhecimento para Baitaca, incluindo homenagens como a Medalha do Mérito Farroupilha. Essa é uma das maiores honrarias que a Assembleia Legislativa do Rio Grande do Sul concede a quem contribuiu significativamente para a cultura e a tradição do estado.
A popularidade da música cresceu exponencialmente em 2019, quando "Do Fundo da Grota" foi amplamente compartilhada nas redes sociais e executada em lives de vários artistas durante a pandemia de COVID-19 em 2020. Esse ressurgimento fez com que a canção alcançasse um novo público e solidificasse Baitaca como um ícone da música tradicional gaúcha.

## Estilo musical
A letra de "Do Fundo da Grota" narra a vida simples e humilde de alguém que vive no interior, enfrentando desafios como o trabalho pesado na lavoura e as adversidades do clima, mas também celebrando a beleza e a paz da vida na roça. Musicalmente, incorpora elementos típicos da música gaúcha, como o uso do acordeão e da gaita, instrumentos característicos do estilo "galponeiro". O ritmo e a melodia são influenciados pelo chamamé e pelo vanerão, ritmos populares na região sul do Brasil. O título da música faz referência a um lugar isolado e remoto, simbolizando a autenticidade e a pureza da vida no campo.